# Kacchi (Imeretia)
Kacchi (gruz. კაცხი) – wieś w Gruzji, w regionie Imeretia, w gminie Cziatura. W 2014 roku liczyła 403 mieszkańców.